# Тасано (Бреша)
Тасано је насеље у Италији у округу Бреша, региону Ломбардија.
Према процени из 2011. у насељу је живело 484 становника. Насеље се налази на надморској висини од 355 м.